# 6073 Tähtiseuraursa
6073 Tähtiseuraursa eller 1939 UB är en asteroid i huvudbältet som upptäcktes den 18 oktober 1939 av den finske astronomen Yrjö Väisälä vid Storheikkilä observatorium. Den är uppkallad efter den finska Astronomiska föreningen Ursa.
Asteroiden har en diameter på ungefär 8 kilometer och den tillhör asteroidgruppen Eunomia.